# Mariano Mendiola
Mariano Mendiola Velarde (Querétaro, Nueva España, 1769 - 1823) fue un abogado y diputado novohispano en las Cortes de Cádiz.

## Semblanza biográfica
Se graduó como abogado y obtuvo un doctorado en cánones en la Universidad de Salamanca. Fue oidor de la Real Audiencia de Guadalajara y de la Real Audiencia de México. Fue elegido diputado a las Cortes de Cádiz en representación de la provincia Querétaro, llegando a ser vicepresidente de las mismas el 24 de febrero de 1811. Fue miembro de la Comisión de Justicia y de la Comisión de Constitución. En 1822, fue diputado y presidente del Congreso Constituyente mexicano.